# Bemaharivo
Bemaharivo is een plaats en commune in het noordwesten van Madagaskar, behorend tot het district Marovoay, dat gelegen is in de regio Boeny. Tijdens een volkstelling in 2001 telde de plaats 9.200 inwoners.
De plaats biedt enkel lager onderwijs aan. 55 % van de bevolking werkt als landbouwer, 42 % houdt zich bezig met veeteelt en 2 % verdient zijn brood als visser. Het belangrijkste landbouwproduct is rijst; andere belangrijke producten zijn catechuzaden en raffia. Verder is 1% actief in de dienstensector.